# Fiat 683
Le Fiat 683 est un camion polyvalent, porteur ou tracteur de semi-remorques, fabriqué par le constructeur  italien Fiat V.I. de 1967 à 1970.
Il fait partie de la très grande famille des camions lourds Fiat V.I. équipée de la fameuse cabine Fiat « baffo » avancée de seconde génération à moustaches.
Ce véhicule devait remplacer le très réputé Fiat 682 qui sera fabriqué pendant plus de 32 ans, de 1952 à 1984, mais dont la carrière fut prolongée pour répondre aux demandes des transporteurs africains. Le Fiat 683 en version porteur comme tracteur était initialement destiné au marché italien, les autres marchés étaient couverts par le Fiat 619, son homologue pour l'exportation vers l'Europe du Nord.
Il sera remplacé en 1970 par la série Fiat 684 pour couvrir la tranche lourde de transport de 14 à 40 tonnes.

## Le Fiat 683 en synthèse
Pour remplacer le très réputé et inusable Fiat 682 sur les marchés d'exportation et notamment d'Europe du Nord, pour les transports internationaux lourds avec des charges de 19 tonnes sur le porteur et jusqu'à 40 tonnes en combinaison attelage ou semi-remorque, Fiat V.I. a commercialisé à partir de 1964 le Fiat 619 qui confirmera la réputation de robustesse et de fiabilité de la marque. Le Fiat 619 sera fabriqué d'abord aux Pays-Bas par Van Hool qui était très lié au constructeur italien à l'époque, puis à Turin, quelques mois plus tard.
Fiat pensait pouvoir arrêter rapidement la production du 682 mais c'était sans compter sur la résistance des clients tant italiens qu'africains. Fiat dû même commercialiser un modèle actualisé du 682, le Fiat 682N4 en 1970 !
Pour satisfaire à la demande italienne, Fiat tenta de lancer le 683 qui reprenait le châssis du 682 mais doté de la cabine moderne du 619. Ce modèle n'était qu'un modèle de transition car la nouvelle génération de camions avec la cabine unifiée H était en préparation.
Doté du fameux moteur 6 cylindres en ligne Fiat 221 de 12 883 cm3 de cylindrée, le Fiat 683 disposait d'un couple maximum à seulement 900 tr/min comme tous les camions Fiat de la gamme lourde. Sa cabine restait fidèle au modèle « baffo » Fiat de seconde génération restylée, avec les phares rectangulaires intégrés dans le pare-chocs avant et avec deux couchettes.
Comme toute la gamme Fiat V.I. de l'époque, et cela jusqu'en 1975, la conduite est à droite pour le marché italien, à gauche pour l'exportation, sauf la Grande-Bretagne.

### Caractéristiques techniques1resérie
- Moteur : Fiat type 221 - 12 883 cm3 - 210 ch
- Boîte de vitesses 8+2 mécanique
- PTC : sur porteur 4x2 : 14,0 t en Italie, 18,0 t en Europe, plus remorque de 18,0 t.
- PTC : sur porteur 6x2 : 18,0 t en Italie, 3e essieu orientable et relevable, plus remorque 3 essieux de 18 t,
- PTR tracteur semi-remorques : Version T - 40,0 t avec semi-remorque 3 essieux à l'italienne.

Comme d'habitude à cette époque en Italie comme dans bien d'autres pays, les carrossiers spécialisés transformaient les camions porteurs 4x2 en 6x2 avec l'adjonction d'un essieu autodirecteur et relevable à l'arrière.
- pour les versions route, l'essieu était placé après l'essieu moteur avec un châssis long spécialement conçu à cet effet, ce qui permettait une combinaison 3+3 de 36 tonnes ou 3+4 de 40 tonnes en Italie,
- pour les versions chantier, le châssis choisi était la version à empattement long et l'essieu était ajouté devant l'essieu moteur ; le PTC passait alors, pour un porteur 3 essieux de 14 à 20 tonnes en Italie.

Il sera remplacé par le Fiat 684 en 1970.

## Série Lourde Fiat 683
| Modèle                                                           | Années de production | Type moteur   | Cylindrée cm3 | Puissance ch DIN | PTC en tonnes    |
| ---------------------------------------------------------------- | -------------------- | ------------- | ------------- | ---------------- | ---------------- |
| Fiat 619 N cabine "baffo" porteur + remorque Italie 32 t         | 1964 - 1970          | Fiat 221      | 12.883        | 210              | 14,0/18,0 - 32   |
| Fiat 619 N - Export 35/40 t selon pays (en Belgique par VanHool) | 1964 - 1967          | Fiat 221      | 12.883        | 210              | 19,0             |
| Fiat 619 T - Export tracteur semi-remorques                      | 1964 - 1967          | Fiat 221      | 12.883        | 210              | 38,0/40,0        |
| Fiat 619 N - Export train routier de 40 t                        | 1967 - 1970          | Fiat 221      | 12.883        | 230              | 19,0/40,0        |
| Fiat 683 N                                                       | 1967 - 1970          | Fiat 221      | 12.883        | 210              | 14,0/40,0        |
| Fiat 683 T                                                       | 1967 - 1970          | Fiat 221      | 12.883        | 210              | 32,0/40,0        |
| Fiat 619 N1 cabine "H" - train routier 32,5/44 t selon pays      | 1970 - 1980          | Fiat 8210.02  | 13.798        | 260              | 14,0/19,0 - 44,0 |
| Fiat 684 N/T                                                     | 1970 - 1980          | Fiat 8200.02A | 9.819         | 200              | 14,0/19,0 - 40,0 |
| Fiat Girelli 40S - 8x4                                           | 1969 - 1970          | Fiat 221      | 12.883        | 210              | 40,0             |

## Le Fiat Girelli 40S
En 1969, l'armée italienne est à la recherche d'un camion capable de transporter des charges lourdes indivisibles de plus de 25 tonnes. Girelli propose alors de transformer le dernier né de chez Fiat pour en faire un camion type 8x4. Pour cela, Girelli ajouta un essieu directeur à l'avant, dans le style du Fiat 690 et un essieu jumelé autodirecteur et relevable à l'arrière. Le nouveau véhicule, baptisé 40S a été homologué à 40 tonnes.
Girelli renouvellera l'expérience sur le Fiat 693 puis, sur les Fiat 697, Fiat 300 et Iveco 330.